# Argyreia walshae
Argyreia walshae är en vindeväxtart som beskrevs av V. Ooststr. Argyreia walshae ingår i släktet Argyreia och familjen vindeväxter. Inga underarter finns listade i Catalogue of Life.